# عبد المجيد بن سعود بن عبد العزيز آل سعود
الأمير عبد المجيد بن سعود بن عبد العزيز آل سعود الابن التاسع عشر من أبناء الملك سعود ولد في مدينة الرياض في عام 1948 / 1368هـ. ولد الأمير عبد المجيد في مدينة الرياض في عام 1948 , وتلقى تعليمه الابتدائي والإعدادي في معهد الانجال. زوجاته هي الأميرة موضي بنت محمد بن عبد العزيز آل سعود.
الأميرة العنود بنت عبداللطيف نادرشاه. 
لديها من الأبناء 
الأمير فهد بن عبدالمجيد بن سعود آل سعود 
الأميرة جميلة بنت عبدالمجيد بن سعود آل سعود

عائلته
الأمير بندر بن عبدالمجيد بن سعود بن عبدالعزيز ال سعود، متزوج من ديما بنت منصور بن سعود بن عبد العزيز آل سعود، ولديه من الأبناء :
```
الأميره لولو بنت بندر بن عبدالمجيد آل سعود 
```

الأمير سعود بن عبدالمجيد بن سعود بن عبدالعزيز ال سعود 
الأمير فهد بن عبدالمجيد بن سعود بن عبدالعزيز آل سعود 
الأميرة جميلة بنت عبدالمجيد بن سعود بن عبدالعزيز آل سعود. متزوجة من خال ولي العهد السعودي. الشيخ فهد بن فلاح بن حثلين و لديها من الأبناء 
الشيخة منيرة بنت فهد بن فلاح بن حثلين 
الشيخة العنود بنت فهد بن فلاح بن حثلين

## تعليمه الجامعي وما بعده
درس الأمير عبد المجيد بن سعود في جامعة كامبريدج في لندن ودرس العلوم السياسية وتخرج الأربع سنوات بدرجة بكالوريوس في عام 1382هـ / 1962م ثم عاد إلى المملكة العربية السعودية.
تولى منصب عضو شرف في نادي الهلال وبمنصبه ازداد ماله وكان ينفق ثلث ماله للفقراء.
غادر المملكة في عام 1384هـ 1965م مع والده، ثم انتقل للعيش مع والدته الاميرة جميلة أسعد إبراهيم مرعي في مكان اقامتها في بيروت حيث التحق في مدرسة الانترناشينول كوليدج، ثم عاد بعدها إلى وطنه وعمل في الأعمال الحرة. منها:
منصب واحد مدير نادي الرياض.

## وفاته
توفي الأمير عبد المجيد بن سعود بن عبد العزيز آل سعود في مدينة جدة في 23 جمادى الآخرة 1412هـ الموافق 31 ديسمبر 1991م عن عمر ناهز 49عاما هجري 48عاما ميلادي وصلي عليه في المسجد الحرام ثم دفن في مقبرة العدل بمكة المكرمة